# Station West Ruislip
West Ruislip is een station van Network Rail en de metro van Londen aan de Central Line. Het spoorwegstation dat in 1906 is geopend ligt in Ruislip. In 1948 begon de dienstregeling op de Central Line.

## Geschiedenis
Het station werd op 2 april 1906 geopend als Ruislip & Ickenham door de Great Western en Great Central Joint Railway (GW & GCJR). De GW&GCJR verbond Londen met de Midlands via High Wycombe en bood een zelfstandige route naar de hoofdlijn van de Great Central Railway (GCR), naast de route via Aylesbury, Harrow en Wembley, die gedeeld werd met de Metropolitan Railway.
In 1933 werd het OV in Londen genationaliseerd in de London Passenger Transport Board (LPTB) die de metrobedrijven, waaronder de Central London Railway (CLR), een eenvormige uitgang Line gaf en de CLR verder ging onder de naam Central Line. Om knelpunten in het net aan te pakken en nieuwe voorsteden, die sinds de afloop van de Eerste Wereldoorlog werden gebouwd, aan te sluiten op de metro kwam LPTB met het New Works-programme 1935-40. Onder de projecten was de bouw van een zijtak van de Central Line parallel aan de Great Western Railway (GWR) tussen North Acton en South Ruislip en verder naar het westen langs de GW&GCJR tot aan Denham. In de periode 1938 – 1940 werd de bestaande Central Line voorzien van een vierde rail voor de retourstroom zoals op de rest van het net en daardoor kon ook het standaard materieel 1938 op de lijn worden ingezet. De bouw van de lijn tussen North Acton en Denham begon in 1936 en was niet voltooid toen in 1939 de Tweede Wereldoorlog uitbrak en de werkzaamheden werden stilgelegd. Op dat moment was net begonnen met de voorbereidende werkzaamheden voor het traject naar Harefield Road, het geplande volgende station ten westen van West Ruislip. Na afloop van de Tweede Wereldoorlog werd met de Metropolitan Green Belt een rem gezet op de bouw van nieuwbouw wijken. Hierdoor werd West Ruislip het westelijke eindpunt van de lijn waarvan de sporen werden aangelegd door de GWR in opdracht van de LPTB. Op 30 juni 1947 opende het eerste deel van de tussen North Acton en Greenford en werd de naam van het station veranderd in West Ruislip (for Ickenham), op 21 november 1948 bereikte de Central Line West Ruislip dat sindsdien het westelijke eindpunt is. De toevoeging for Ickenham verdween in de jaren zestig uit de stationsnaam toen ook het stationsgebouw voor de metro werd opgeleverd.

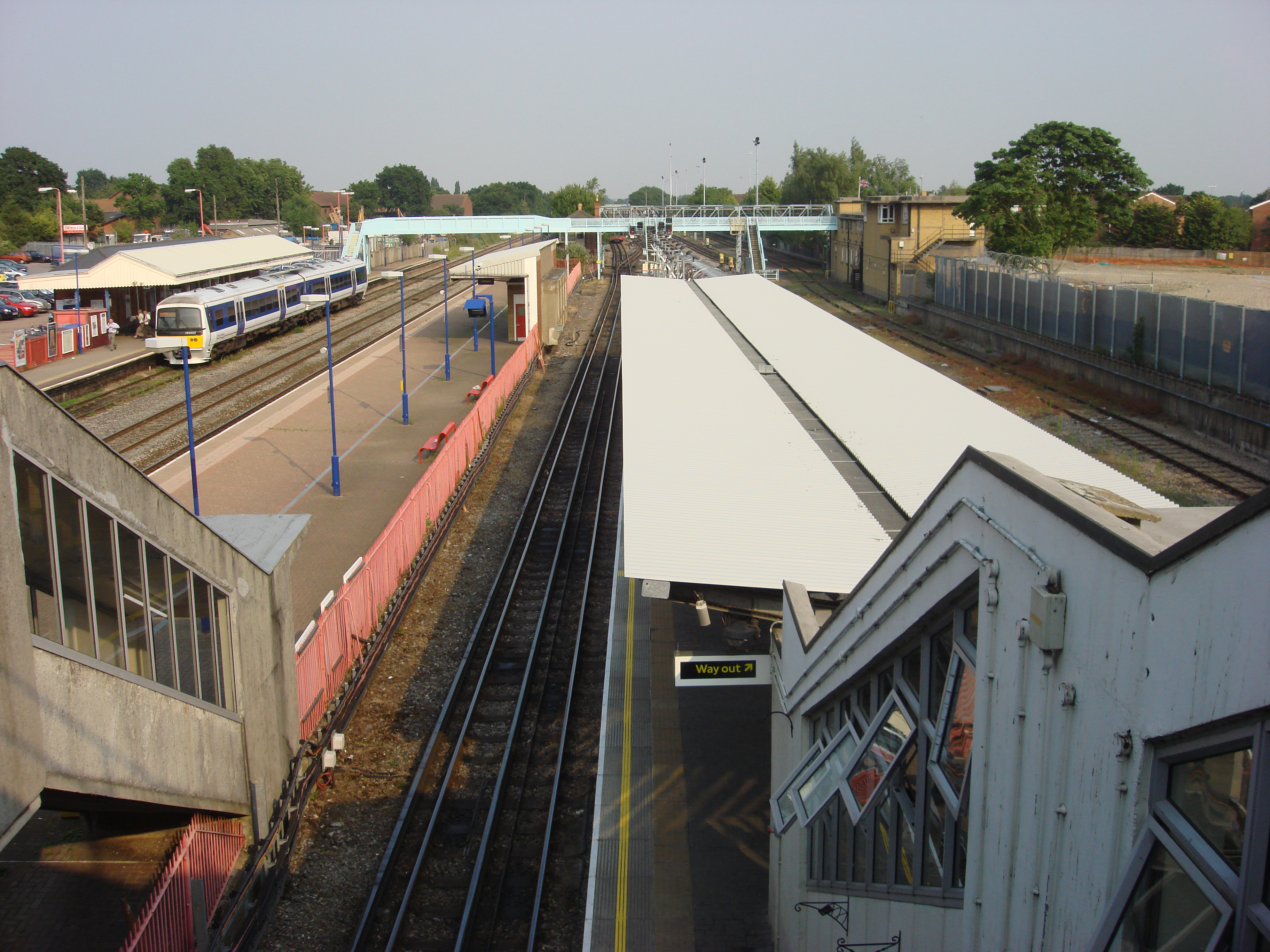
Trein (l) en metro (r) in West Ruislip.
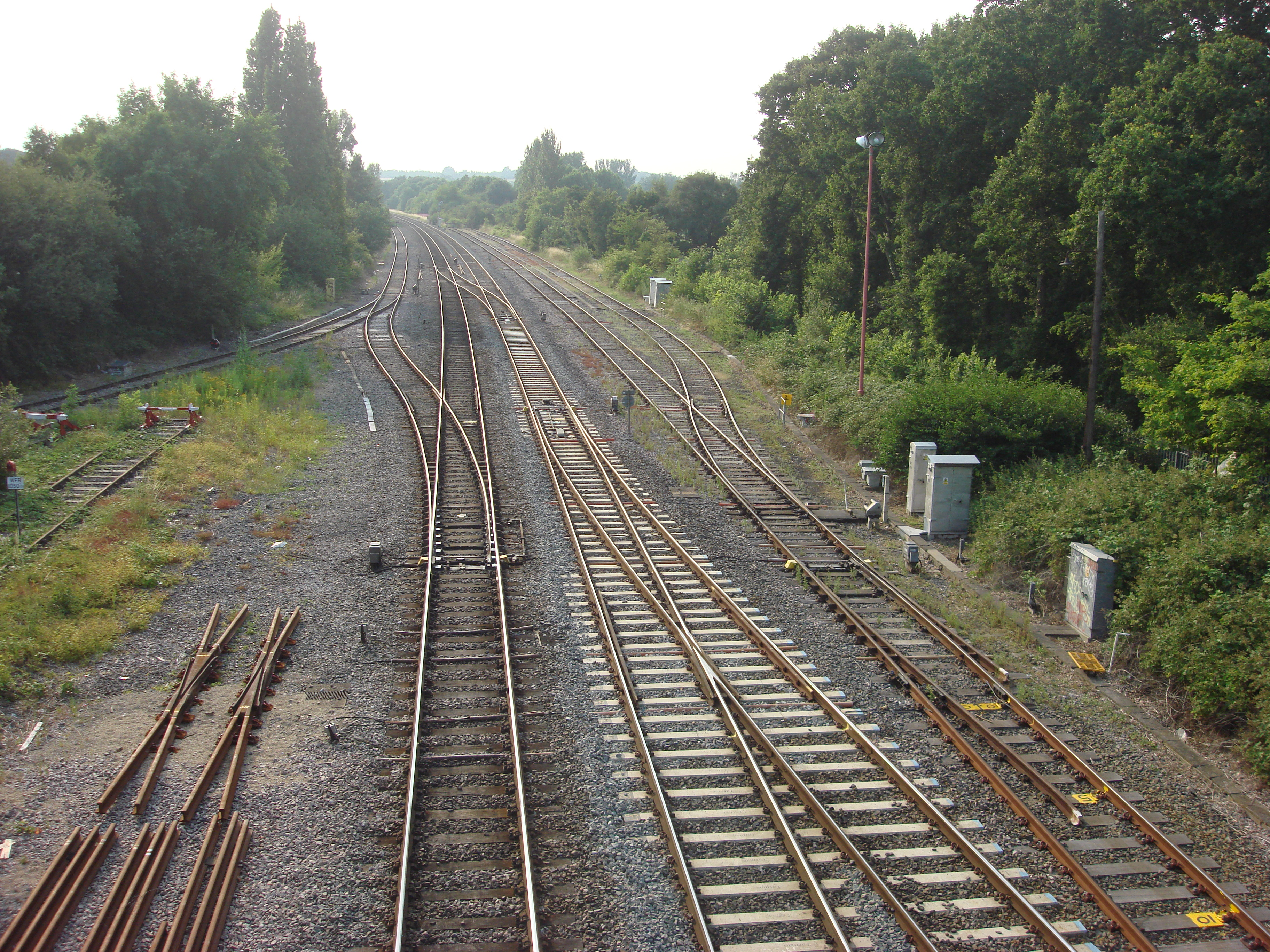
De treinsporen naar de Midlands, ten westen van West Ruislip.
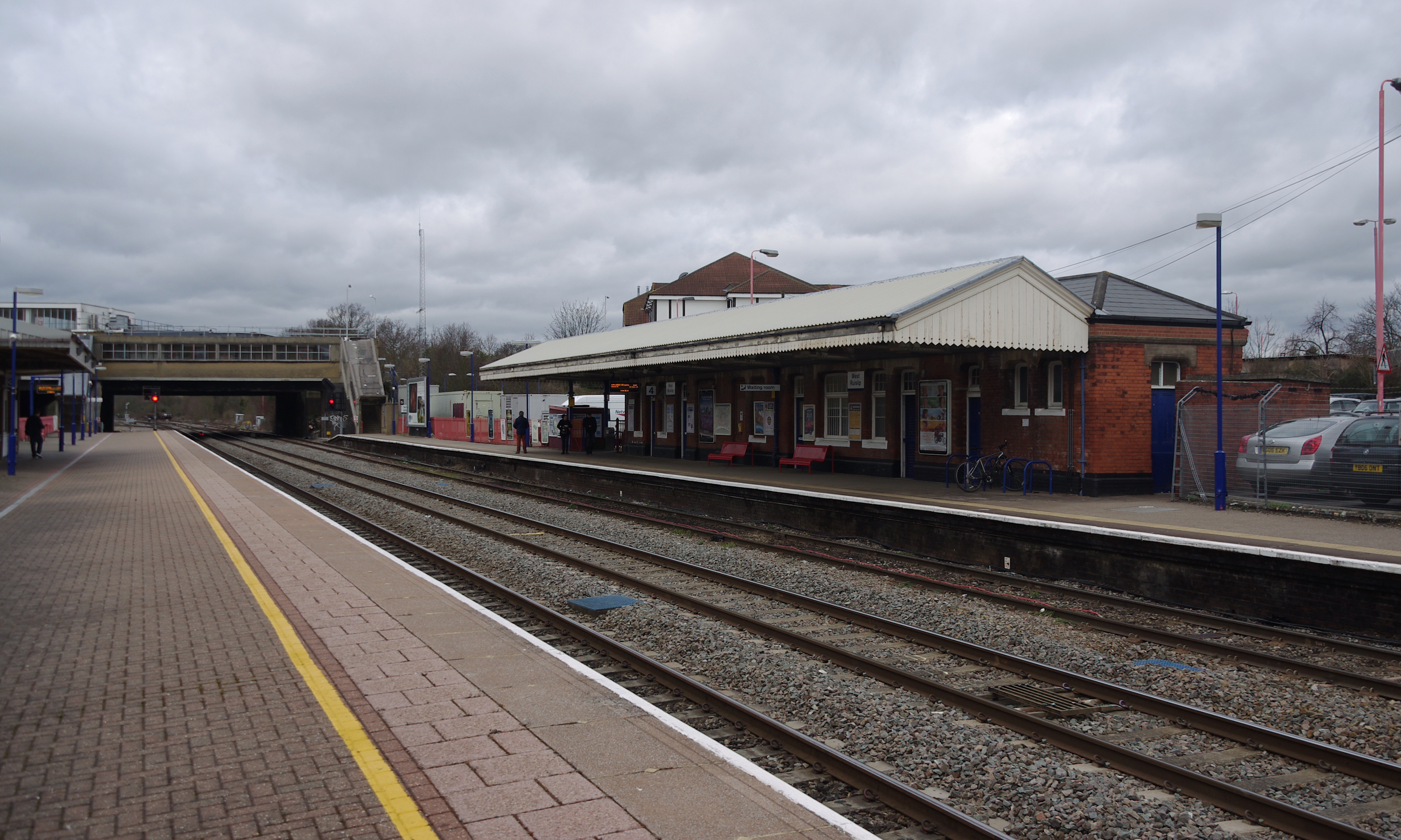
Het stationsgebouw uit 1906.

## Ligging en inrichting
Het station ligt aan de Ickenham High Road op de grens van Ickenham en west Ruislip in de London Borough of Hillingdon, die vroeger deeluitmaakte van Middlesex. Het noordelijke deel van het emplacement kent drie sporen met zijperrons aan de buitenkant en wordt gebruikt door Chiltern Railways. Het zuidelijke deel kent een eilandperron dat dienst doet als eindpunt van de Central Line. Het stationsgebouw uit 1906 staat aan de noordkant van de sporen, in de jaren 60 van de 20e eeuw bouwde British Railways een gecombineerd stationsgebouw voor metro en trein langs het viaduct van de High Road over het spoor. Het station werd op 24 maart 1974 overgebracht van de Western Region van British Rail naar de London Midland Region. Treinreizigers kunnen vanaf de parkeerplaats langs het oude stationsgebouw het perron voor de treinen stadinwaarts op, of via een loopbrug, naar het perron staduitwaarts, metroreizigers moeten gebruik maken van het gecombineerde stationsgebouw om daar door de OV-poortjes te gaan. Het dichtstbijzijnde station aan de Metropolitan- en Piccadilly- Line is Ickenham, ongeveer 1,8 km ten zuiden van West Ruislip.
Ten westen van de High Road zijn nog de overblijfselen te zien van de voorbereidingen voor de verlenging naar het westen, zoals de metrosporen die eindigen bij de stookblokken, de toerit naar het depot en het ongebruikte spoorterrein ten zuiden van de bestaande sporen. Depot Ruislip van de Central Line ten oosten van station West Ruislip en heeft een verbinding met de toerit van het westelijke spoor van Network Rail ten westen van het station om de aanvoer van rollend materieel en materiaalleveringen mogelijk te maken. Het depot heeft ook een verbinding met de Uxbridge-tak van de Metropolitan- en Piccadilly Line die aan de oostkant onder de Central line doorloopt, deze wordt alleen gebruikt voor materieeluitwisseling en werktreinen. Twee zijsporen ten westen van het station ten noorden van de doorgaande sporen dienen als opstelplaats voor werktreinen.
De London Borough of Hillingdon legde in juni 2011 een voorstel voor om de Central Line niet meer naar West Ruislip maar naar Uxbridge te laten rijden. Hiervoor zou Transport for London het voorstel moeten goedkeuren en het seinstelsel op de Metropolitan Line worden aangepast.

## Reizigersdienst

### National Rail - Chiltern Railways
De dienst in de daluren van maandag t/m vrijdag bestaat uit:
- 1 trein per uur naar London Marylebone
- 1 trein per uur naar Gerrards Cross

Een parlementaire trein reed op weekdagen eenmaal per dag van London Paddington naar West Ruislip. De trein eindigt nu in High Wycombe en passeert West Ruislip zonder te stoppen.

### Central Line
De dienst tijdens de spitsuren (06:30-09:30 & 16:00-19:00 ma t/m vr) omvat:
- 7 metro's per uur naar Epping
- 5 metro's per uur naar Debden

De dienst tijdens de daluren omvat:
- 9 metro's per uur naar Epping